# Сідлово
Сідлово (пол. Sidłowo) — село в Польщі, у гміні Славобоже Свідвинського повіту Західнопоморського воєводства.
Населення — 235 осіб (2011).

## Демографія
Демографічна структура станом на 31 березня 2011 року:
|          | Загалом | Допрацездатний вік | Працездатний вік | Постпрацездатний вік |
| -------- | ------- | ------------------ | ---------------- | -------------------- |
| Чоловіки | 111     | 28                 | 74               | 9                    |
| Жінки    | 124     | 41                 | 70               | 13                   |
| Разом    | 235     | 69                 | 144              | 22                   |